# Dactylopius ceylonicus
Dactylopius ceylonicus är en insektsart som först beskrevs av Green 1896.  Dactylopius ceylonicus ingår i släktet Dactylopius och familjen Dactylopiidae. Inga underarter finns listade i Catalogue of Life.